# Andronikos från Kyrros
Andronikos från Kyrros var en grekisk astronom och arkitekt under 100-talet f.Kr.

## Biografi
Andronikos kom från Kyrros i Makedonien , och uppförde omkring 150–125 f.Kr. det så kallade Vindarnas torn i Aten, ett monumentalt sol- och vattenur utformat som ett åttkantigt torn med bilder av de åtta vindarna. Andronikos uppförde även ett försvunnet horologium på ön Tenos. På takets spets satt en rörlig koppartrion med en liten stav, som pekade ut vindriktningen. .